# Somatina ioscia
Somatina ioscia är en fjärilsart som beskrevs av Louis Beethoven Prout 1932. Somatina ioscia ingår i släktet Somatina och familjen mätare. Inga underarter finns listade i Catalogue of Life.